# Jubilea simbolo

Símbolo do Jubileu

O Símbolo do Jubileu Esperantista (jubilea simbolo) é um símbolo cultural criado em 1987, como marco do centenário do Idioma Internacional Esperanto. Devido à sua forma, ocasionalmente o símbolo é informalmente apelidado de melão (melono), ovo ou bola de futebol (rugbea pilko).
Com o "E" Latino de um lado e um "Э" Cirílico (de Эсперанто) do outro, o símbolo pode ser interpretado como sendo a união dos hemisférios Leste e Oeste. Já que nos dias em que se deu a criação do símbolo, estava em andamento a Guerra Fria entre Estados Unidos e União Soviética como pólos dominantes e inimigos.
A sua elaboração foi promovida através de um concurso em 1983, por ocasião do centenário da língua (1987). A ideia original é do brasileiro Hilmar Ilton S. Ferreira.
A necessidade de um símbolo com aparência moderna para o Esperanto surgiu quando vários esperantistas sentiram que a bandeira esperantista aparentava ser muito limitada, no sentido de representar uma língua de cunho internacional. Atualmente, muitos usam o Símbolo do Jubileu para representar a Cultura esperantista internacional como um todo. Por exemplo, a Associação Mundial de Esperanto e a Esperanto-USA, usam o jubilea simbolo como emblema principal.

Uma variação do símbolo juntamente com a estrela verde

Existem também várias variações onde uma pequena estrela verde é adicionada entre os dois símbolos originais do Jubileu.